# Katy Keene (série de televisão)
Katy Keene é uma série de televisão de comédia dramática musical americana desenvolvida por Roberto Aguirre-Sacasa e Michael Grassi, baseada na personagem da Archie Comics de mesmo nome. A série narra as origens e as lutas de quatro aspirantes a artistas que tentam fazer sucesso na Broadway, na pista e no estúdio de gravação". A série é produzida pela Berlanti Productions, em associação com a Archie Comics, Warner Bros. Televisão e CBS Television Studios.
Lucy Hale estrela como Katy Keene, uma aspirante a estilista tentando navegar em Nova Iorque. Ashleigh Murray, Camille Hyde, Jonny Beauchamp, Julia Chan, Lucien Laviscount, Zane Holtz e Katherine LaNasa também estrelam. Em janeiro de 2019, a série recebeu ordem de produção para um piloto pela The CW, sendo considerado a produção de uma temporada completa para a temporada de televisão de 2019–20. A série é filmada em Nova Iorque.
Katy Keene foi lançada no dia 6 de fevereiro de 2020 na The CW. No Brasil a série está sendo transmitida na HBO desde o dia 6 de março de 2020. No dia 2 de julho de 2020 a série foi cancelada após uma temporada.

## Premissa
A série segue a vida profissional e romântica de quatro personagens da Archie Comics, incluindo Katy Keene e a cantora e compositora Josie McCoy, enquanto perseguem seus sonhos em Nova York. A série irá incluir músicas em seus enredos e seguir as origens, os ensaios e as atribulações de quatro artistas em dificuldades que estão desesperados para torná-lo no centro das atenções.

## Elenco e personagens

### Principal
- Lucy Hale como Katy Keene: Uma aspirante a estilista que está tentando seguir seu caminho na cidade de Nova York.[4]
- Ashleigh Murray como Josie McCoy: Uma cantora e compositora perseguindo seus sonhos musicais na Big Apple. Esta personagem foi introduzido pela primeira vez em Riverdale. McCoy é agora adulta, com Katy Keene sendo definida cinco anos após a série anterior.[5]
- Katherine LaNasa como Gloria Grandbilt: Comprador pessoal da luxuosa loja de departamentos Lacy's, que atende aos ricos e famosos.[6]
- Julia Chan como Pepper Smith: Uma it girl misteriosa que quer ser a dona do próximo império da moda.[7]
- Jonny Beauchamp como Jorge / Ginger Lopez[7]
- Lucien Laviscount como Alexander Cabot: O CEO da empresa de seu pai, que sonha em reabrir uma gravadora falida.[8]
- Zane Holtz como K.O Kelly: Um boxeador e namorado de longa data de Katy, que sonha em lutar um campeonato de meio-médios no Madison Square Garden, e ganha a vida como personal trainer e segurança[6]
- Camille Hyde como Alexandra Cabot: Uma poderosa socialite de Nova York que está tentando entrar na empresa de seu pai. Ela é vice-presidente sênior da Cabot Entertainment.[8]

### Recorrente
- Nathan Lee Graham como François: Um visual merchandiser no Lacy's
- Heléne Yorke como Amanda: Um dos assistentes de Gloria que vê Katy como uma concorrente
- Daphne Rubin-Vega como Luisa Lopez: mãe de Jorge, ex-Rockette e agora co-proprietária de uma bodega[9]
- Saamer Usmani as Prince Errol Swoon: Errol Swoon: um príncipe real de um país estrangeiro
- André De Shields como Chubby: chefe de Josie em uma loja de discos
- Erica Pappas como Patricia Klein: A noiva do príncipe Errol
- Ryan Faucett como Bernardo: Um bombeiro e o interesse amoroso de Jorge
- Frank Pedro como Luis Lopez: O pai de Jorge e co-proprietário da bodega com Luisa
- Candace Maxwell como Didi: Assistente de Pepper e interesse amoroso.
- Abubakr Ali como Raj Patel: Colega de quarto de KO, um cineasta e uns dos interesses amorosos de Pepper
- Luke Cook como Guy LaMontagne: Um famoso design de moda
- Bernadette Peters como Miss Freesia: Uma rica siderúrgica do Oriente Médio e a figura mãe de Pepper, que lhe ensinaram a arte do golpe.[10]
- Eric Freeman como Buzz Brown: O antigo interesse amoroso de Jorge
- Azriel Crews como Cricket: O tecladista tímido de Josie and the Pussycats[11]
- Emily Rafala como Trula Twyst, a baterista ativista de Josie and the Pussycats[11]
- Mary Beth Peil como Loretta Lacy: A dona do Lacy's

### Convidado
- Robin Givens como Sierra McCoy: Mãe de Josie, advogada e ex-prefeita de Riverdale. A personagem foi introduzida primeiramente em Riverdale.
- Casey Cott como Kevin Keller: Meio-irmão e amigo de Josie do ensino médio. Este personagem foi introduzido pela primeira vez em Riverdale.[12]
- Mark Consuelos como Hiram Lodgeː Pai mafioso de Veronica Lodge, amiga de Katy. Este personagem foi introduzido pela primeira vez em Riverdale.[13]
- Casey Wilson como ela mesma: Uma atriz e cliente de Guy LaMontagne para o Met Gala. Wilson interpretou uma versão ficcional de si mesma.[14]
- Cary Elwes como Leo Lacy: filho de Loretta Lacy, que parece ter uma conexão com a mãe de Katy.[15]

## Episódios
| N.º | Título                                                | Dirigido por            | Escrito por                             | Exibição original       | Cód. de produção | Audiência (milhões) |
| --- | ----------------------------------------------------- | ----------------------- | --------------------------------------- | ----------------------- | ---------------- | ------------------- |
| 1   | "Chapter One: Once Upon a Time in New York‎"           | Maggie Kiley            | Roberto Aguirre-Sacasa & Michael Grassi | 6 de fevereiro de 2020  | T82.01001        | 0.62                |
| 2   | "Chapter Two: You Can't Hurry Love"                   | Steven A. Adelson       | Michael Grassi                          | 13 de fevereiro de 2020 | T82.10102        | 0.53                |
| 3   | "Chapter Three: What Becomes of the Broken Hearted"   | Harry Jierjian          | Shauna McGarry                          | 20 de fevereiro de 2020 | T82.10103        | 0.52                |
| 4   | "Chapter Four: Here Comes the Sun"                    | Pamela Romanowsky       | Alina Mankin                            | 27 de fevereiro de 2020 | T82.10104        | 0.45                |
| 5   | "Chapter Five: Song for a Winter's Night"             | Ryan Shiraki            | Leo Richardson                          | 5 de março de 2020      | T82.10105        | 0.48                |
| 6   | "Chapter Six: Mama Said"                              | Charles Randolph Wright | Davia Carter                            | 12 de março de 2020     | T82.10106        | 0.51                |
| 7   | "Chapter Seven: Kiss of the Spider Woman"             | Gregory Smith           | Roberto Aguirre-Sacasa                  | 19 de março de 2020     | T82.10107        | 0.46                |
| 8   | "Chapter Eight: It's Alright, Ma (I'm Only Bleeding)" | Jessica Lowrey          | Will Ewing                              | 26 de março de 2020     | T82.10108        | 0.45                |
| 9   | "Chapter Nine: Wishin' & a Hopin'"                    | Pamela Romanowsky       | Mia Katherine Iverson                   | 16 de abril de 2020     | T82.10109        | 0.49                |
| 10  | "Chapter Ten: Gloria"                                 | Alex Pillai             | Michael Grassi & Neil McNeil            | 23 de abril de 2020     | T82.10110        | 0.48                |
| 11  | "Chapter Eleven: Who Can I Turn To?"                  | Lea Thompson            | Sara Saedi                              | 30 de abril de 2020     | T82.10111        | 0.40                |
| 12  | "Chapter Twelve: Chain of Fools"                      | Steve Adelson           | Evelyn Yves                             | 7 de maio de 2020       | T82.10112        | 0.44                |
| 13  | "Chapter Thirteen: Come Together"                     | Maggie Kiley            | Roberto Aguirre-Sacasa & Michael Grassi | 14 de maio de 2020      | T82.10113        | 0.41                |

## Produção

### Desenvolvimento
Em agosto de 2018, Roberto Aguirre-Sacasa revelou que outro spin-off estava em andamento na The CW. Ele disse que o potencial spin-off seria "muito diferente de Riverdale" e que seria produzido "no ciclo de desenvolvimento [de 2018-19]". Em 23 de janeiro de 2019, A CW emitiu uma ordem oficial para a produção de um piloto para a série que "seguirá" a vida e os amores de quatro personagens icônicos da Archie Comics - incluindo Katy Keene,  uma futura lenda da moda - enquanto perseguem seus sonhos de vinte e poucos anos em Nova York. Este drama musical narra as origens e as lutas de quatro aspirantes a artistas que tentam fazer sucesso na Broadway, na pista e no estúdio de gravação. Em 7 de maio de 2019, a The CW encomendou a produção de uma temporada para a série. Em 7 de janeiro de 2020, a The CW encomendou mais treze roteiros para a série. No dia 2 de julho de 2020, a The CW cancelou a série após a primeira temporada.

### Escolha do elenco
Em 4 de fevereiro de 2019, foi anunciado que Ashleigh Murray, que interpreta Josie McCoy em Riverdale, havia sido escalada para um papel principal nesta série, saindo Riverdale. Em 21 de fevereiro de 2019, Jonny Beauchamp e Julia Chan se juntaram ao elenco da série como Jorge Lopez e Pepper Smith, respectivamente. Poucos dias depois, em 26 de fevereiro de 2019, Camille Hyde e Lucien Laviscount se juntaram ao elenco como a dupla de irmãos, Alexandra e Alexander Cabott. Finalmente, em 11 de março de 2019, Lucy Hale foi escalada para o papel principal e titular da série.

### Filmagens
A série é filmada em Nova Iorque.

### Conexão comRiverdale
Em 4 de agosto de 2019, Michael Grassi anunciou que haverá um crossover entre Riverdale e Katy Keene no futuro. O episódio crossover foi ao ar no dia 5 de fevereiro de 2020 como um episódio de Riverdale.
Katy Keene cruza com Riverdale no sexto episódio, quando Robin Givens reprisa seu papel como Sierra McCoy de Riverdale. Quatro episódios depois, Casey Cott reprisa seu papel como Kevin Keller no episódio dez. No último episódio da primeira temporada, Mark Consuelos reprisa seu papel como Hiram Lodge.

## Música
As apresentações musicais são apresentadas ao longo da série, uma mistura de versões de capa e originais. As músicas tocadas nos episódios são lançadas como singles digitais após a transmissão pela WaterTower Music. Após o final da temporada, a gravadora lançou uma versão digital para as músicas da primeira temporada. Semelhante a Riverdale, a série inclui trilhas sonoras de episódios musicais e lançada pela WaterTower. A trilha sonora do episódio Kiss of the Spider Woman: The Musical foi lançada em 20 de março de 2020.
| Katy Keene: Season 1 (Original Television Soundtrack) |                                         |                                                          |         |  |
| N.º                                                   | Título                                  | Artista(s)                                               | Duração |  |
| 1.                                                    | "Cut to the Feeling"                    | Ashleigh Murray                                          | 3:27    |  |
| 2.                                                    | "Diamonds Are Forever / Material Girl"  | Jonny Beauchamp                                          | 1:47    |  |
| 3.                                                    | "Glow (Versão Piano)"                   | Ashleigh Murray                                          | 3:05    |  |
| 4.                                                    | "Glow"                                  | Ashleigh Murray                                          | 2:40    |  |
| 5.                                                    | "Spanish Harlem"                        | Ashleigh Murray e Tonya Pinkins                          | 1:52    |  |
| 6.                                                    | "Moment 4 Life"                         | Jonny Beauchamp                                          | 2:55    |  |
| 7.                                                    | "Million Reasons"                       | Jonny Beauchamp                                          | 3:15    |  |
| 8.                                                    | "You Can't Hurry Love"                  | Ashleigh Murray                                          | 2:08    |  |
| 9.                                                    | "City of Lights"                        | Ashleigh Murray and Andrew Polec                         | 1:48    |  |
| 10.                                                   | "Un-Break My Heart"                     | Jonny Beauchamp                                          | 4:18    |  |
| 11.                                                   | "Dirrty"                                | Lucy Hale, Ashleigh Murray, Julia Chan e Jonny Beauchamp | 2:11    |  |
| 12.                                                   | "His Eye Is on the Sparrow"             | Ashleigh Murray e Camille Hyde                           | 0:58    |  |
| 13.                                                   | "My Strongest Suit"                     | Lucy Hale, Ashleigh Murray, Julia Chan e Jonny Beauchamp | 2:34    |  |
| 14.                                                   | "Pretty Hurts"                          | Jonny Beauchamp                                          | 2:16    |  |
| 15.                                                   | "Try"                                   | Ashleigh Murray e André De Shields                       | 3:21    |  |
| 16.                                                   | "Bad (Josie and the Pussycats Version)" | Ashleigh Murray, Azriel Crews e Emily Rafala             | 2:38    |  |
| 17.                                                   | "Bad (Xandra Version)"                  | Camille Hyde                                             | 2:21    |  |
| 18.                                                   | "Kiss My Hand"                          | Ashleigh Murray, Azriel Crews e Emily Rafala             | 3:00    |  |
| 19.                                                   | "She Bop"                               | Ashleigh Murray, Azriel Crews e Emily Rafala             | 3:11    |  |
| 20.                                                   | "Conga"                                 | Jonny Beauchamp, Nathan Lee Grahame e Daphne Rubin-Vega  | 2:09    |  |
| 21.                                                   | "Try (Xandra Version)"                  | Camille Hyde                                             | 2:10    |  |
| 22.                                                   | "Dreams"                                | Ashleigh Murray, Azriel Crews e Emily Rafala             | 3:17    |  |
| 23.                                                   | "She Used to Be Mine"                   | Lucy Hale                                                | 3:46    |  |
| 24.                                                   | "New York State of Mind"                | Bernadette Peters                                        | 2:20    |  |

## Lançamento
Em 16 de maio de 2019, a CW lançou o primeiro trailer oficial da série. Um trailer estendido da série foi lançado em agosto de 2019. No Brasil, a série está sendo exibida pela HBO e também pelo serviço de streaming HBO Go desde o dia 6 de março de 2020.

## Recepção

### Crítica
No Rotten Tomatoes, a série tem uma classificação de aprovação de 87% com base em 15 avaliações, com uma classificação média de 6.91/10. No Metacritic, a série tem uma pontuação média ponderada de 70 em 100 com base em 4 revisões, indicando "revisões geralmente favoráveis".

### Audiência
| №  | Título                                                | Exibição original       | Rating/share (18–49) | Audiência (em milhões) | DVR (18–49) | Audiência em DVR (milhões) | Total (18–49) | Audiência total (em milhões) |
| -- | ----------------------------------------------------- | ----------------------- | -------------------- | ---------------------- | ----------- | -------------------------- | ------------- | ---------------------------- |
| 1  | "Chapter One: Once Upon a Time in New York‎"           | 6 de fevereiro de 2020  | 0.2                  | 0.62                   | 0.1         | 0.25                       | 0.3           | 0.87                         |
| 2  | "Chapter Two: You Can't Hurry Love"                   | 13 de fevereiro de 2020 | 0.1                  | 0.53                   | 0.1         | 0.17                       | 0.2           | 0.70                         |
| 3  | "Chapter Three: What Becomes of the Broken Hearted"   | 20 de fevereiro de 2020 | 0.1                  | 0.52                   | 0.1         | 0.17                       | 0.2           | 0.68                         |
| 4  | "Chapter Four: Here Comes the Sun"                    | 27 de fevereiro de 2020 | 0.1                  | 0.45                   | 0.1         | 0.17                       | 0.2           | 0.62                         |
| 5  | "Chapter Five: Song for a Winter's Night"             | 5 de março de 2020      | 0.1                  | 0.48                   | 0.1         | 0.17                       | 0.2           | 0.65                         |
| 6  | "Chapter Six: Mama Said"                              | 12 de março de 2020     | 0.1                  | 0.51                   | 0.1         | 0.16                       | 0.2           | 0.67                         |
| 7  | "Chapter Seven: Kiss of the Spider Woman"             | 19 de março de 2020     | 0.1                  | 0.46                   | 0.1         | 0.17                       | 0.2           | 0.63                         |
| 8  | "Chapter Eight: It's Alright, Ma (I'm Only Bleeding)" | 26 de março de 2020     | 0.1                  | 0.45                   | 0.1         | 0.17                       | 0.2           | 0.62                         |
| 9  | "Chapter Nine: Wishin' & a Hopin'"                    | 16 de abril de 2020     | 0.1                  | 0.49                   | 0.1         | 0.15                       | 0.2           | 0.64                         |
| 10 | "Chapter Ten: Gloria"                                 | 23 de abril de 2020     | 0.1                  | 0.48                   | 0.0         | 0.12                       | 0.1           | 0.60                         |
| 11 | "Chapter Eleven: Who Can I Turn To?"                  | 30 de abril de 2020     | 0.1                  | 0.40                   | 0.0         | 0.12                       | 0.1           | 0.52                         |
| 12 | "Chapter Twelve: Chain of Fools"                      | 7 de maio de 2020       | 0.1                  | 0.44                   | 0.0         | 0.12                       | 0.1           | 0.56                         |
| 13 | "Chapter Thirteen: Come Together"                     | 14 de maio de 2020      | 0.1                  | 0.41                   | 0.0         | 0.11                       | 0.1           | 0.52                         |